# Václav Kratochvíl
Václav Kratochvíl (24. června 1820 Mlčechvosty – 4. srpna 1893 Lounky) byl český statkář, regionální politik a organizátor veřejného života na Roudnicku.

## Životopis
Po absolvování hlavní školy v Litoměřicích začal v roce 1839 hospodařit na statku manželky v Lounkách. Roku 1854 koupil statek v obci Chodouny. Snažil se o zavádění moderních postupů. V Chodounech provedl první melioraci v kraji, která umožnila pěstování zeleniny a zakládání chmelnic. Pěstoval vojtěšku, jako první na Roudnicku začal používat mlátičku a stroje k paření a mletí kostí na hnojiva.
Od mládí se účastnil politického a veřejného života na regionální i národní úrovni. Koncem 40. let šířil mezi sousedy naučné spisy v oblasti hospodářství a politiky, často tajně dovážené z ciziny. Roku 1848 byl vyslýchán pro účast na svatodušních bouřích v Praze a během Bachova absolutismu podporoval perzekvované účastníky revoluce. Od roku 1850 byl členem obecního zastupitelstva, po roce 1861 poslancem zemského sněmu a od roku 1865 také starostou roudnického okresu.
V srpnu 1868 patřil mezi 81 signatářů státoprávní deklarace českých poslanců, v níž česká politická reprezentace odmítla centralistické směřování státu a hájila české státní právo. V roce 1868 svolal tábor lidu na Říp, za což byl spolu s dalším rolníkem Václavem Jandou odsouzen na šest měsíců a když jej následující rok zvolilo okresní zastupitelstvo starostou, bylo rozpuštěno. 16. května 1868 slavnostně poklepal na základní kámen Národního divadla jménem venkovských obcí v Čechách, pod heslem „S rázností k svobodě“.
Největší zásluhy měl v ekonomické oblasti. Počínal si jako uvědomělý, praktický a podnikavý hospodář. Zřídil sušárny chmele, založil a vedl Okresní záložnu hospodářskou v Roudnici (1865), dal podnět ke vzniku hospodářské školy v Hracholuskách (1864), sladovny, cukrovaru a lihovaru a ve všech těchto podnicích zastával řadu let vedoucí pozice. V roce 1883 byl jmenován čestným občanem obce Spomyšl.
Zemřel 4. srpna 1893 a o tři dny později byl pohřben na evangelickém hřbitově v Krabčicích. Za náhrobní kámen mu slouží kámen původně určený do základů Národního divadla, vylámaný na vrchu Kalich u Litoměřic. Roku 1935 byla na jeho počest pojmenována Kratochvílova rozhledna v Roudnici, vybudovaná téhož roku u příležitosti 60. výročí založení roudnické záložny.